# Asian 5 Nations Division 2 2008
El Asian 5 Nations Division 2 de 2008 fue la tercera edición del torneo de tercera división organizado por la federación asiática (AR).
El campeonato se disputó en la ciudad de Bangkok, Tailandia.

## Equipos participantes
- Selección de rugby de India
- Selección de rugby de Malasia
- Selección de rugby de Pakistán
- Selección de rugby de Tailandia

## Desarrollo

### Semifinales
| 11 de junio | Tailandia | 30 - 22 | India |  |  |

| 11 de junio | Malasia | 30 - 5 | Pakistán |  |  |

### Tercer puesto
| 14 de junio | India | 92 - 0 | Pakistán |  |  |

### Final
| 14 de junio | Tailandia | 30 - 7 | Malasia |  |  |

| Bandera de Tailandia               |
| Campeón de la División 2 Tailandia |
| Primer título                      |